# La Stratégie dans les finales
La Stratégie dans les finales est un livre de perfectionnement au jeu d'échecs traduit — pour la version française parue en 1993 aux éditions Grasset-Fasquelle — de la version anglaise, Endgame Strategy, parue en 1985, d'un ouvrage initialement publié en 1981 en URSS.
John Watson a écrit que les seuls livres de finales qui trouvaient grâce à ses yeux étaient How to Play the Chess Endings d'Eugène Znosko-Borovsky et Endgame Strategy de Mikhaïl Chéréchevski.

## Présentation de l'auteur
Né à Minsk en 1950, Mikhaïl Cherechevski (de) est devenu l'un des entraîneurs les plus réputés de l' « école biélorusse d'échecs » caractérisée, outre la combativité et le dynamisme, par un important travail de préparation des ouvertures. En 1995, il a fait paraître deux tomes, en collaboration avec Leonid M. Sloutski, intitulés en français Choisir son ouverture, mais dont le titre anglais se traduit par Maîtriser les finales. Ces ouvrages étudient les fins de partie découlant des débuts ouverts et débuts semi-ouverts pour le tome 1, et du reste pour le tome 2. En 2018 il a publié The Shereshevsky method to improve in chess : From club player to master, qui reprend la version anglaise de La Stratégie dans les finales ainsi que le texte de l'acclamé The Soviet Chess Conveyor.

## Présentation du livre
L'auteur adopte une approche originale. En effet, ce livre n'a rien à voir avec les livres "classiques" sur les finales (Roi et pion contre roi seul, Roi, tour et pion contre roi et tour...); c'est un livre qui aborde les finales de manière stratégique (par grands thèmes et afin d'élaborer un PLAN):
- Principes de base des finales (Sergueï Belavenets)
- La centralisation du roi
- Le rôle des pions en finale
- Le problème de l'échange
- « Ne vous pressez pas »
- La pensée schématique
- Le principe des deux faiblesses
- La lutte pour l'initiative
- Suppression du contre-jeu adverse
- Positions avec un pion isolé "d"
- La majorité 3 contre 2 sur l'aile-dame
- Finales complexes

## Avis de lecteurs célèbres
En avant-propos de l'édition anglaise, Arthur Youssoupov a écrit : « La valeur principale de cet ouvrage, à mon avis, réside dans le fait qu'il contient des conseils spécifiques et des recommandations sur la manière d'améliorer sa technique en finale, ce qu'un joueur recherche toujours en vain en étudiant de volumineux ouvrages théoriques consacrés à ce domaine ».
« J'ai lu avec plaisir le chapitre Ne vous pressez pas ! ; non seulement parce que je suis d'accord avec ce qu'il dit, mais surtout parce qu'il définit le style de jeu de Magnus Carlsen », a déclaré le Grand Maître Simen Agdestein, entraîneur de longue date du champion norvégien.